# ХК Челмет
ХК Челемет Чељабинск (рус. Хоккейный клуб «Челмет» Челябинск) професионални је руски хокејашки клуб из града Чељабинска. Клуб је основан 1948. као Металург Чељабинск, а садашње име носи од 2012. године. 
Од сезоне 2010/11. такмичи се у ВХЛ лиги.

## Историјат клуба
Хокејашки клуб основан је у децембру 1948. као спортски колектив који је представљао раднике Чељабинског металуршког комбината. Од оснивања па све до 1989. клуб је носио име Металург Чељабинск, да би га потом променио у Мечел (такође по свом главном спонзору, металуршком заводу Мечел). Садашње име носи од маја 2012, од када је и службено фарм-клуб чељабинског КХЛ лигаша Трактора.
Клуб се у хокејашка такмичења укључио у сезони 1956/57. као део совјетске дивизије Б, у којој се такмичио све до 1970. када постаје делом друге лиге (дивизија А). Чланом прве иге постаје 1985. и у том рангу се такмичи све до 1997. када постаје делом Суперлиге. У ВХЛ лиги је од сезоне 2010/11. (од њеног оснивања).

### Главни тренери клуба
- 1956—1958. Александар Зујев
- 1958—1959. Марк Федченко
- 1959—1960. Николај Черненко
- 1960—1967. Николај Захаров
- 1967—1971. Јуриј Маљцев
- 1975—1980. Петар Дубровин
- 1980—1981. Сергеј Григоркин
- 1981—1984. Јуриј Перегудов
- 1984—1987. Анатолиј Картајев
- 1987—2002. Николај Макаров
- 2002—2003. Сергеј Парамонов
- 2003.      Владимир Васиљев
- 2003—2007. Јевгениј Зиновјев
- 2007—2009. Александар Глазков
- 2009—2011. Сергеј Парамонов
- 2011—2013  Анатолиј Тимофејев
- 2013 - ... Јевгениј Галкин

## Успеси
- Победник првенства Русије 1977. године (трећи квалитативни ранг);
- Победник купа Урала 1995. године;
- Првак регије Урал и Западни Сибир 1996. и 1997. године.

## Ледена дворана
Домаће утакмице клуб је све до 2012. играо на леду дворане Мечел капацитета 2.800 места. Од почетка 2013. клуб игра на леду дворане Јуност саграђене 1967, капацитета 3.650 седећих места. 